# Hamburger Tierschutzverein von 1841

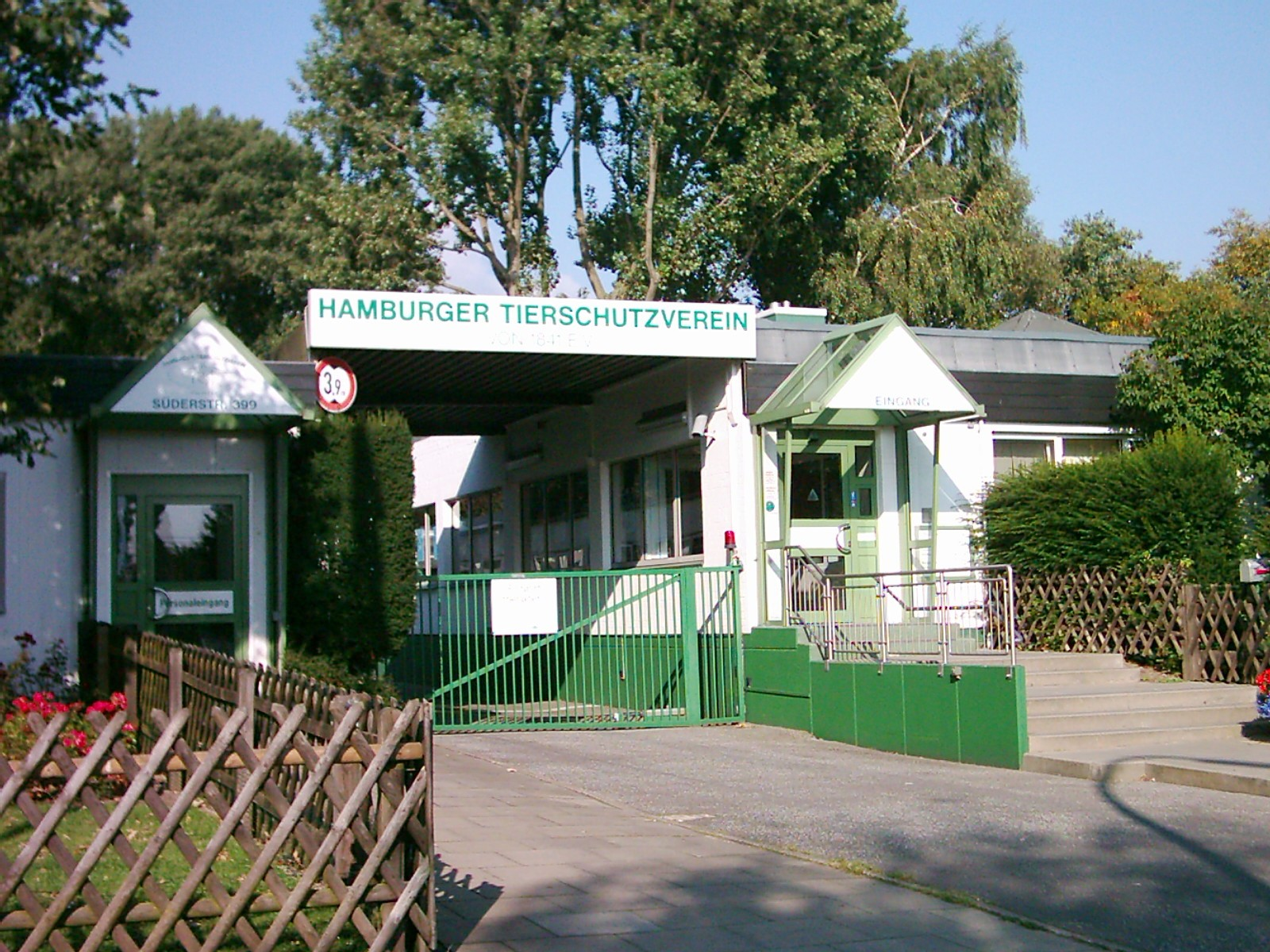
Tierheim Süderstraße

Der Hamburger Tierschutzverein von 1841 e. V. (HTV) ist ein Tierschutzverein in Hamburg.

## Allgemeines
Der Hamburger Tierschutzverein von 1841 e. V. hat seinen Sitz in der Süderstraße 399 im Hamburger Stadtteil Hamm. Zentrale Aufgabe des Vereins ist der Betrieb des dortigen Tierheims. Jährlich werden dort rund 10.000 Tiere von 80 Mitarbeitern und ehrenamtlichen Helfern versorgt. Darüber hinaus setzt sich der Hamburger Tierschutzverein auch für übergreifende Tierschutzthemen ein und kämpft u. a. gegen Tierversuche, Massentierhaltung und Tiertransporte. Dachverband des Hamburger Tierschutzvereins ist der Deutsche Tierschutzbund.
Die Arbeit des HTV wird hauptsächlich durch die Mitgliedsbeiträge der ca. 4000 Vereinsmitglieder, Spenden und Nachlässe finanziert. Außerdem erhält der Verein einen jährlichen Zuschuss der Freien und Hansestadt Hamburg von ca. 1,5 Mio. Euro.
Tierschutzpolitisch setzt sich der Hamburger Tierschutzverein zurzeit u. a. für die Novellierung des Hamburger Hundegesetzes und die Eindämmung der sich unkontrolliert vermehrenden frei lebenden Katzen im Hamburger Stadtgebiet durch Kastration ein. Die Unterbringungsbedingungen für die Tiere im Tierheim werden stetig verbessert. Aktuell wird beispielsweise das Kleintierhaus erweitert. Es gibt auch einen Tierrettungsdienst, der 24 Stunden pro Tag im Einsatz ist.

## Geschichte

### Gründung und frühe Jahre
Der Verein wurde am 10. Dezember 1841 auf Initiative der 20 Jahre alten Eppendorferin Amanda Odemann und unter Anwesenheit von 113 Hamburger Bürgern gegründet. Sein Vorgänger war der Hamburger Verein gegen Tierquälerei. Der Verein setzte sich in den folgenden Jahrzehnten unter anderem für bessere Arbeitsbedingungen von Zugpferden und -hunden ein, wobei bald Erfolge wie ein maximales Gewicht der Zuglast erreicht werden konnten. Weitere Problemfelder waren die Transportbedingungen von Schlachtvieh und der Einsatz von Vogelfallen.
In Hamburg wurden zur damaligen Zeit herrenlose Hunde eingefangen, in die Fronerei gebracht und getötet, wenn sich kein Besitzer meldete. Zwar gründete der Hamburger Tierschutzverein 1852 ein „Comite fuer herrenlose Hunde“, finanzierte zusätzliche Käfige und Tierarztuntersuchungen in der Fronerei und suchte nach privaten Pflegeunterkünften. Sein eigentliches Ziel war jedoch die Eröffnung eines eigenen Tierheims. Aber die Suche nach einem dauerhaften Standort erwies sich als schwierig. Zunächst kooperierte der Verein mit verschiedenen Tierärzten, die Tiere vorübergehend bei sich aufnahmen und mit dem Tierheilkundigen Peine, der ein gewinnorientiertes Tierasyl betrieb. Am 18. Oktober 1887 eröffnete der Verein schließlich das erste Tierheim Hamburgs in der Neustädter Straße. Hier wurden nun herrenlose Tiere untergebracht und auch Tiere der Vereinsmitglieder in Pension genommen. Bereits zwei Jahre später sah man sich jedoch auf Grund zunehmender Prostitution im Viertel nach einem neuen Standort um.

### Tierheim Süderstraße
Am 29. Juli 1897 wurde der Grundstein für ein neues Tierheim, den sogenannten Tierhort, in der Süderstraße gelegt. Das Gelände dafür wurde zunächst für 25 Jahre von der Finanzdeputation gepachtet. Die Bedingungen im Tierheim wurden stetig verbessert, unter anderem kam nun täglich ein Tierarzt in die Einrichtung. Nachdem 1929 der Pachtvertrag ausgelaufen war, konnte nur durch langwierige Verhandlungen eine Räumung verhindert und eine Verlängerung des Vertrags erreicht werden. 1933 richtete die Polizei vor Ort eine Kleintiersammelstelle ein, was zu zusätzlichen Aufgaben für den Tierschutzverein führte und den Neubau von Zwingern erforderte.
In der Nacht vom 28. zum 29. Juli 1943 wurden das Tierheim und die Geschäftsstelle des Vereins während des Hamburger Feuersturms vollständig zerstört, viele Tiere starben. Außeninspektor Friedrich Meyn sorgte dafür, dass bereits im folgenden Jahr das Heim notdürftig wieder aufgebaut wurde, wobei Kriegsgefangene zum Einsatz kamen. Die Geschäftsstelle wurde in der Gerhofstraße untergebracht. 1947 ließ Meyn das Haupthaus wieder aufbauen, neue Fahrzeuge kamen zum Einsatz und die Tierschutzaktivitäten nahmen zu.
Am 21. Februar 1955 wurde Otto Kertscher zum 1. Vorsitzenden des Tierschutzvereins gewählt. 1962 begann man mit dem Bau eines neuen modernen Tierheims auf 25.000 Quadratmetern Erbpachtgelände in der Süderstraße 399. Dies ist bis heute der Standort des Vereins. Die Kosten von 1,6 Millionen Mark wurden durch Spenden, Erbschaften und einen staatlichen Zuschuss finanziert.

### Der HTV unter Leitung von Wolfgang Poggendorf
1989 übernahm Wolfgang Poggendorf die Geschäftsführung des HTV. Drei Jahre später löste der Vorstand den Arbeitsvertrag mit ihm auf, berief ihn aber 1995 erneut zum Geschäftsführer. Diese Entscheidung war sehr umstritten und führte dazu, dass die damalige 1. Vorsitzende Susanne Kubiak zurücktrat. In den Folgejahren traten weitere Vorstandsmitglieder zurück, die mit der Geschäftsführung unzufrieden waren, stattdessen gelangten Personen wie Klaus Nahrstedt in den Vorstand, die Poggendorf alle wichtigen Entscheidungen überließen. Ende 2005 übernahm schließlich Poggendorf selbst den Vorsitz des Vereins.
2007 gerieten Poggendorf und damit auch der Hamburger Tierschutzverein in die Schlagzeilen. So erschienen in der Presse Berichte über eine Eigentumswohnung auf Sylt, die dem HTV vererbt worden war und die Poggendorf dem Verein zu einem Vorzugspreis weit unter Marktwert abgekauft hatte. Weitere Verstöße gegen das Gebot der ordnungsgemäßen Mittelverwendung wurden publik, es kam zu einer Betriebsprüfung und dem Verein wurde für 2004 bis 2006 die Gemeinnützigkeit entzogen. Daraufhin traten im Dezember 2007 Poggendorf und zwei weitere Vorstandsmitglieder zurück. Der übrige Vorstand formierte sich unter Leitung von Karin Klinkradt neu, trat jedoch einen Monat nach einer Hauptversammlung im Januar 2008 auf Grund  massiver Proteste der Vereinsmitglieder ebenfalls zurück. Anschließend bestellte das Amtsgericht Hamburg einen Notvorstand und zwei Rechtsanwälte führten vorübergehend die Geschäfte. Im Mai 2008 kam es schließlich zu Neuwahlen und der Vorstand wurde aus nicht vorbelasteten Personen wie der Vorsitzenden Gabriele Waniorek-Goerke neu gebildet.
Am 3. November 2008 begann vor der Großen Strafkammer des Landgerichts Hamburg ein Prozess gegen Wolfgang Poggendorf. Neben dem Kauf des Hauses auf Sylt wurden ihm unter anderem Veruntreuung von Spendengeldern und einer Wertpapiererbschaft vorgeworfen. Poggendorf legte ein umfangreiches Geständnis ab und wurde noch am gleichen Tag wegen Untreue und Unterschlagung zu einer Freiheitsstrafe von zwei Jahren auf Bewährung sowie einer Geldbuße in Höhe von 20.000 Euro zugunsten des HTV verurteilt.